# Ionizacijska komora
Ionizacijska komora je detektor za otkrivanje i mjerenje jakosti ionizirajućega zračenja. Glavni su joj dijelovi zatvorena cilindrična komora, u kojoj se nalazi plin pod određenim tlakom, i dvije elektrode s različitim električnim potencijalima. To je jedan od prvih detektora ionizirajućega zračenja kojemu se načelo detekcije zasniva na sabiranju ionskih parova koji nastaju u plinu u električnom polju komore. Prolaskom fotona ili neke nabijene čestice dovoljne energije kroz komoru, ioniziraju se ili pobuđuju molekule plina uzduž staze čestice. Ionizacijom neutralne molekule nastaju pozitivni ion i slobodni elektron, koji se nazivaju ionskim parom. Iz nastalih ionskih parova stvara se strujni signal, koji se dalje može oblikovati i pojačavati u izlazni signal, razmjeran jakosti (broju čestica i energiji) upadnog zračenja. Ionski parovi nastaju izravnim ioniziranjem, ali su mogući i drugi procesi kojima upadno zračenje gubi energiju bez stvaranja iona (procesi pobuđivanja molekula). Zato je temeljni detekcijski parametar komore ukupni broj njezinih ionskih parova stvorenih uzduž staze zračenja. Ionizacijska energija elektrona u zadnjim elektronskim ljuskama većine plinova (vodik, dušik, kisik, helij, metan) iznosi 10 do 20 eV, ali se kao glavni parametar u primjeni drži srednja energija upadnog zračenja potrebna za tvorbu ionskog para. Za spomenute plinove vrijednost energije upadnog zračenja je od 20 do 40 eV po ionskom paru, dakle znatno veća od ionizacijske energije. Razlika potencijala između elektroda obično je reda veličine 100 V, ali s gradijentom približno od 1 kV/m. U električnom polju komore, uz slučajno toplinsko (termičko) gibanje, ioni dobivaju brzinu zanošenja vd
{\displaystyle v_{d}=\mu \cdot E}
gdje je: μ - električna pokretljivost iona, E - jakost električnoga polja. Nastajanje signala iz izvornih ionskih parova stvorenih prolaskom zračenja narušava se procesima rekombinacije u plinu. To su sudari u kojima se događa uhvat slobodnog elektrona od strane pozitivnog iona, pa nastaje neutralno stanje atoma, ili sudaranje pozitivnoga iona s negativnim ionom, pri čemu se oba neutraliziraju. U oba je slučaja informacija o izvornom ionskom paru izgubljena i nema doprinosa konačnomu signalu. Pod visokim zahtjevima proporcionalnosti (u pogledu energije i vrste čestice) ionizacijska se komora zamjenjuje proporcionalnim brojilom.
Energijsko razlučivanje ionizacijske komore ne ovisi samo o srednjem broju ionskih parova što ih stvara upadno zračenje, nego i o njegovoj statističkoj fluktuaciji (raspodjeli). U odzivu detektora te se pojave uračunavaju Fanoovim faktorom F, iskustvenom konstantom koja uzima u obzir kolikim se udjelom upadno zračenje pretvara u nositelje signala u detektoru (0 ≤ F ≤ 1).

## Povijest
Za mjerenje elektrona, iona i mnogih drugih vrsta zračenja konstruirani su različiti aparati. Postanak mnogih od tih aparata tijesno je vezan s ispitivanjima radioaktivnosti. Otkrivač radioaktivnosti A. H. Becquerel prvi je opazio da se dobro izolirani električno nabijeni elektroskop pomalo ispražnjuje ako u njegovu blizinu stavimo uranij. Uranij šalje spontano, sam od sebe, izvjesne prodorne zrake, koje stvaraju u zraku ione i na taj način dovode do električne struje u nabijenom elektroskopu. Becquerelov elektroskop preteča je ionizacijske komore. 
Moderna ionizacijska komora se sastoji od cilindrične posude s vrlo tankim zidom, kroz koji mogu lako prodrijeti brzi ioni i elektroni. U osi posude nalazi se elektroda, koja se može nabiti do vrlo visokog električnog napona. Elektroda je spojena s vrlo osjetljivim elektroskopom. Kad brzi ion prodre kroz posudu, stvori u plinu visokog tlaka mnoštvo iona i uzrokuje djelomično ispražnjenje elektroda. Pri tom nešto opadnu listići elektroskopa. Iz pomaka listića možemo odrediti jakost ionizacije.

## Objašnjenje
Ionizacijska komora služi za mjerenje brzine ekspozicijske doze ionizirajućeg zračenja. Često ne znamo karakteristike izvora polja zračenja, ali njegove učinke možemo neposredno izmjeriti. Najčešće se radi se o posudi sa zrakom na atmosferskom tlaku u kojoj su pozitivna i negativna elektroda. Kada zračenje uđe u posudu i ionizira zrak oslobođeni se pozitivni ioni skupljaju na katodi, a elektroni na anodi. Time se stvara električna struja u vanjskom krugu koja se može mjeriti (galvanometar).
U ionizacijskim komorama elektrode su na potencijalu, čije električno polje samo prikuplja ione oslobođene primarnom ionizacijom. Naime, električno polje nije dovoljno za ubrzavanje iona, čime se izbjegavaju sekundarne ionizacije. Ionizacijske se komore koriste kada su potrebna precizna mjerenja polja zračenja, što je osobito važno u planiranju radioterapije.
Nasuprot tome, u Geigerovim brojačima napon je veći i primarni ioni, na putu prema elektrodama stvaraju “lavinu” sekundarnih iona. Posljedično, Geigerovi brojači ne mjere brzinu ekspozicijske doze, već samo učestalost ionizacija. Ipak njihova je prednost što, zbog unutrašnjeg pojačanja “signal”, mogu detektirati ionizirajuća zračenja relativno malih energija. U praksi se koriste za nadzor i detekciju prisutnosti izvora zračenja, kada nije potrebna osobita preciznost.

### Način rada
Ionizacijska komora ima relativno mali napon među elektrodama. On mora biti dovoljno velik da spriječi rekombinaciju ionskih parova, tj. da skoro u potpunosti razdvoji elektrone i pozitivne ione. Istovremeno mora biti dovoljno mali da ne ubrzava elektrone do te mjere da na putu do anode mogu ponovo ionizirati atome detektorskog plina. Veličina električnog pulsa u ionizacijskoj komori je razmjeran broju nastalih ionskih parova (iona-elektrona), odnosno energiji upadne čestice. S toga ovakvim detektorom možemo mjeriti energije upadnog zračenja. Povećanjem napona između anode i katode, elektroni se jače ubrzavaju te ioniziraju detektorski plin. Novonastali elektroni mogu ponovo izazvati ionizaciju. Takav proces se događa u uskom području oko anode, gdje vlada jako polje. Ukupan broj nastalih ionskih parova je razmjeran naponu, ali i početnom broju ionskih parova (primarna ionizacija). Takva vrsta ionizacijskih detektora zovu se proporcionalne komore. Za današnju modernu fiziku od posebne važnosti su proporcionalne komore s mnogo žica (oznaka MWPC nastala kao skraćenica od engleskog naziva Multiwire Proportional Chamber). Takvi detektori omogućuju registraciju putanje čestice, s prostornom rezolucijom manjom od 1 mm. Sve do pojave MWPC detektora, uređaji za praćenje putanje čestica su bili u biti optičke prirode (npr. fotografske emulzije, komore na mjehuriće). MWPC su se pojavili oko 1970. godine.
Ionizacijska komora se sastoji uglavnom od metalne posude, u čijoj se unutrašnjosti nalaze dvije metalne ploče, koje su izolirane od stijenki posude i električki su s vanjske strane povezane u istosmjerni električni krug, s baterijom koja daje napon oko 1500 V. U istosmjernom električnom krugu se nalazi i galvanometar za mjerenje jačine električne struje. Posuda je ispunjena zrakom ili nekim drugim plinom, pod tlakom nižim od atmosferskog tlaka. 
U takvim uvjetima nema električne struje u zatvorenom krugu, jer zrak ili plin u posudi zbog slabe ionizacije ne provodi struju i ustvari djeluje kao izolator. Ali, čim kroz zidove komore ili kroz prozorčić od tinjca (liskun) ili najlona, prođe ionizirajuće zračenje (alfa-čestice, beta-čestice, gama zrake, rendgenske zrake itd.), u unutrašnjosti komore između dvije ploče kondenzatora pod naponom, pojavit će se slaba električna struja (najmanje oko 10-15 A). Pošto je ta struja nastala zbog izazvane ionizacije plina u komori, nazivamo je ionizacijska struja. Tako se pojavljuje ionizacija plina u komori izazvano ionizirajućim zračenjem izvana. 
Ionizacijskom komorom ne mogu se brojiti pojedine atomske čestice, niti elektromagnetsko zračenje, nego se samo mjeri intenzitet ionizacijske struje. Pošto je intenzitet ionizacijske struje srazmjeran nastalom broju parova iona, a njihov broj zavisi od jačine ionizirajućeg zračenja (radioaktivnost), izlazi da je intenzitet ionizacijske struje srazmjeran intenzitetu ionizirajućeg zračenja. Prema tome, razumljivo je da ionizacijska komora služi za otkrivanje, a i mjerenje intenziteta, uglavnom gama zračenja i rendgenskog zračenja.

### Mjerenje apsorbirane doze ionizirajućeg zračenja
Ionizacijske komore imaju sličnu građu kao i Geigerovi brojači, ali drugačije električno polje i drugačiji način baždarenja. One mjere apsorbiranu dozu u zraku. Ako znamo masu zraka u komori (odnosno njen obujam), zračenje prolazom kroz tu komoru predaje određenu količinu energije za ionizaciju tog zraka u komori, te ako znamo tu energiju znamo i apsorbiranu dozu u zraku u točki na kojoj se nalazi komora. To je omjer energije i mase zraka u komori. Nadalje, iz pokusa je poznato koliko energije je potrebno da u zraku nastane 1 par elektron-ion: 34 eV. Dovoljno je, dakle, mjeriti broj impulsa u komori i svaki impuls pomnožiti s 34 eV, te dobijemo ukupnu energiju predanu od zračenja komori. Ta energija podijeljena s masom zraka u komori daje apsorbiranu dozu. Baždarenjem se to može postići tako da je elektronika podešena na način da izravno možemo očitati dozu na skali uređaja.

## Vanjske poveznice
|  | Zajednički poslužitelj ima još gradiva o temi Ionizacijska komora |